# 24-й армійський корпус (Третій Рейх)
24-й армі́йський ко́рпус (нім. XXIV. Armeekorps) — армійський корпус Вермахту за часів Другої світової війни.

## Історія
XXIV-й армійський корпус був сформований 17 вересня 1939 на базі (нім. Generalkommando der Grenztruppen Saarpfalz). 16 листопада 1940 перейменований на 24-й моторизований корпус.

## Райони бойових дій
- Німеччина (Західний Вал) (вересень 1939 — травень 1940);
- Франція (травень — липень 1940);

## Командування

### Командири
- генерал інженерних військ Вальтер Кунтце (нім. Walter Kuntze) (17 вересня 1939 — 14 лютого 1940);
- генерал танкових військ Лео Гайр фон Швепенбург (нім. Leo Freiherr Geyr von Schweppenburg) (14 лютого — 16 листопада 1940).

## Бойовий склад 24-го армійського корпусу
Формування управління, забезпечення та підтримки
- 143-тє артилерійське командування (Arko 143),
- 424-те управління корпусного постачання (Korps-Nachschubtruppen 424);
- 424-й корпусний батальйон зв'язку (Korps-Nachrichten-Abteilung 424);
- 424-й взвод фельджандармерії (Feldgendarmerie-Trupp 424).

- 6-та піхотна дивізія (6. Infanterie-Division);
- 9-та піхотна дивізія (9. Infanterie-Division);
- 36-та піхотна дивізія (36. Infanterie-Division).

- 60-та піхотна дивізія (60. Infanterie-Division);
- 168-ма піхотна дивізія (168. Infanterie-Division);
- 252-га піхотна дивізія (252. Infanterie-Division).